# Niemieckie represje wobec ludności Grudziądza (1939)
Niemieckie represje wobec ludności Grudziądza (1939) – masowe represje wobec ludności Grudziądza, zastosowane przez okupantów niemieckich jesienią 1939. 
W ramach akcji „politycznego oczyszczania terytorium” funkcjonariusze Einsatzgruppen (grup operacyjnych) oraz członkowie paramilitarnego Selbstschutzu aresztowali kilka tysięcy mieszkańców Grudziądza i okolicznych miejscowości. Co najmniej 300 osób zginęło w tajnych i publicznych egzekucjach, przeprowadzanych w obrębie miasta lub na pobliskich Księżych Górach. Większość ofiar stanowili przedstawiciele polskiej elity społecznej i intelektualnej oraz osoby narodowości żydowskiej.

## Początek niemieckiej okupacji
Grudziądz został zajęty przez oddziały Wehrmachtu w dniu 4 września 1939. W ślad za jednostkami regularnej armii do miasta wkroczyli funkcjonariusze Einsatzgruppe V (dowódca: SS-Standartenführer Ernst Damzog) – specjalnej grupy operacyjnej (Einsatzgruppen) niemieckiej policji bezpieczeństwa i służby bezpieczeństwa, której zadaniem było „zwalczanie wszystkich wrogich Rzeszy i Niemcom elementów na tyłach walczących wojsk” oraz „ujęcie osób niepewnych pod względem politycznym”, zwłaszcza tych, których nazwiska figurowały w Sonderfahndungsbuch Polen. 6 września funkcjonariusze Einsatzgruppen przeprowadzili w Grudziądzu szereg rewizji w budynkach użyteczności publicznej. Przeszukano między innymi urzędy straży granicznej, komisariaty graniczne i policyjne oraz placówki organizacji krzewiących polskość. W pomieszczeniach Związku Strzeleckiego zarekwirowano broń oraz kartotekę z fotografiami członków związku. W następnych dniach przeszukano także punkt kontaktowy polskiej „Dwójki” oraz budynki Sądu Okręgowego i Sądu Grodzkiego. Rewizje w poszukiwaniu broni przeprowadzano również w mieszkaniach prywatnych. Doszło przy tym do szeregu rabunków.

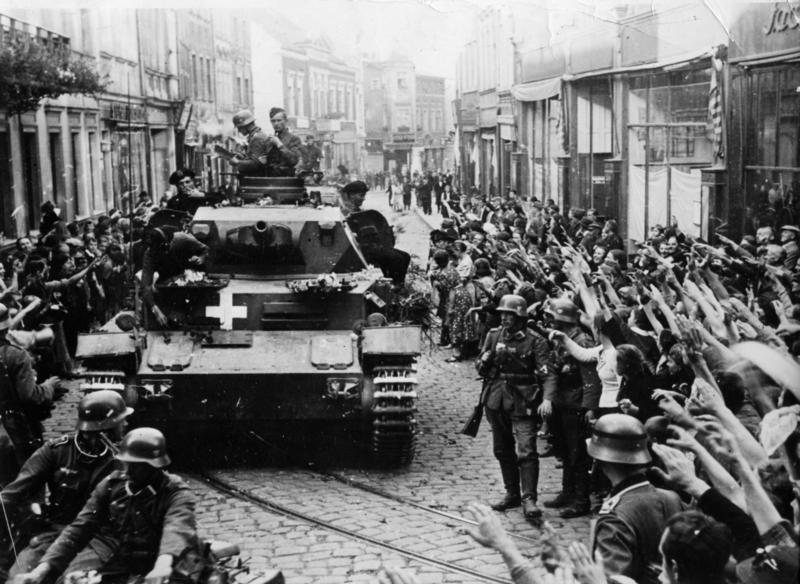
Wkroczenie wojsk niemieckich do Grudziądza, witanych przez miejscowych Niemców

7 września zatrzymano w charakterze zakładników 25 obywateli miasta – duchownych, nauczycieli oraz inne osoby cieszące się autorytetem w polskim społeczeństwie. Zatrzymanym zagrożono rozstrzelaniem w przypadku, gdyby jakakolwiek krzywda spotkała miejscowych volksdeutschów, których władze polskie internowały i wywiozły w głąb kraju jeszcze przed opanowaniem miasta przez Wehrmacht. Dopiero, gdy internowani Niemcy powrócili do swych domów, władze niemieckie zwolniły zakładników. Większość z nich po pewnym czasie została jednak ponownie aresztowana, a następnie stracona. 9 września Niemcy aresztowali 65 polskich mężczyzn w wieku poborowym, jak również internowali kolejnych 20 osób, oskarżonych o prowadzenie propolskiej agitacji podczas plebiscytu na Warmii i Mazurach w 1920. Wcześniej władze okupacyjne nakazały zniszczenie Pomnika Niepodległości znajdującego się na grudziądzkim rynku (4 września), jak również zakazały polskim księżom katolickim wygłaszania kazań.
Represje spadły również na ludność żydowską. 4 września dowództwo Einsatzgruppe V ustanowiło dwóch pełnomocników dla ok. 600-osobowej grudziądzkiej gminy żydowskiej, których zobowiązano do sporządzenia w ciągu 14 godzin imiennego wykazu członków gminy oraz posiadanego przez nich majątku. Na Żydów nałożono też kontrybucję w wysokości 20 000 złotych. 6 września w całym mieście wywieszono plakaty wzywające Żydów oraz mieszańców I i II stopnia (mischlingów), aby zgłaszali się do siedziby Einsatzgruppe V urządzonej w szkole przy ulicy Młyńskiej 19. Na wezwanie stawiło się ok. 100 osób, które zostały natychmiast aresztowane. Zatrzymanych Żydów ograbiono, a następnie wywieziono w nieznanym kierunku. Prawdopodobnie zostali oni zamordowani w pobliskich lasach koło wsi Mniszek-Grupa.
Einsatzgruppe V operowała w okolicach Grudziądza mniej więcej do 21 września, po czym przeszła na tereny centralnej Polski. Wkrótce później w mieście ulokowano jedną z filii Einsatzkommando 16 – specjalnej grupy operacyjnej utworzonej na bazie gdańskiego Gestapo, której podstawowym zadaniem była likwidacja polskiej inteligencji na terenach okupowanego Pomorza (26 września). Ponadto w okupowanym Grudziądzu szybko zainstalowały się organy niemieckich władz policyjnych, państwowych i partyjnych. Funkcję landrata powiatu grudziądzkiego, a zarazem kierownika powiatowej organizacji partyjnej (Kreisleitera) objął dr Rudolf Reimers. Stanowisko nadburmistrza Grudziądza (oraz szefa miejskiej komórki NSDAP) powierzono natomiast Brunonowi Kellerowi. Jednocześnie w mieście i okolicznych miejscowościach zaczęły się tworzyć pierwsze struktury Selbstschutzu – paramilitarnej formacji złożonej z przedstawicieli niemieckiej mniejszości narodowej zamieszkującej przedwojenne terytorium Rzeczypospolitej. Na czele grudziądzkiego Selbstschutzu stanął dr Joachim Gramse, przedwojenny działacz spółdzielczy z Wolnego Miasta Gdańska. 
Na mocy dekretu Hitlera z 8 października 1939 Grudziądz wraz z całym powiatem został wcielony do Rzeszy jako część rejencji kwidzyńskiej Okręgu Gdańsk-Prusy Zachodnie. 19 października wizytę w mieście złożył gdański gauleiter NSDAP, Albert Forster. Podczas wiecu dla volksdeutschów oświadczył on, iż „prowincja Gdańsk-Prusy Zachodnie ma w krótkim czasie stać się stuprocentowo niemiecka, a Polacy nie mają tu czego szukać i powinni zostać wyrzuceni”. Jednocześnie wyraził zdziwienie, iż „na ulicach tego miasta nie widać jeszcze polskiej krwi mimo morderstw popełnionych tam na Niemcach”. Przemówienie Forstera zainicjowało zakrojoną na szeroką skalę akcję represyjną przeciwko Polakom. Następnego dnia, tj. w niedzielę 20 października, Selbstschutz masowo zatrzymywał wychodzących z kościołów Polaków. Do jednej ze świątyń bojówkarze wtargnęli jeszcze w trakcie nabożeństwa. Indywidualne aresztowania w domach i mieszkaniach były kontynuowane w następnych dniach.

## Eksterminacja „polskiej warstwy przywódczej”

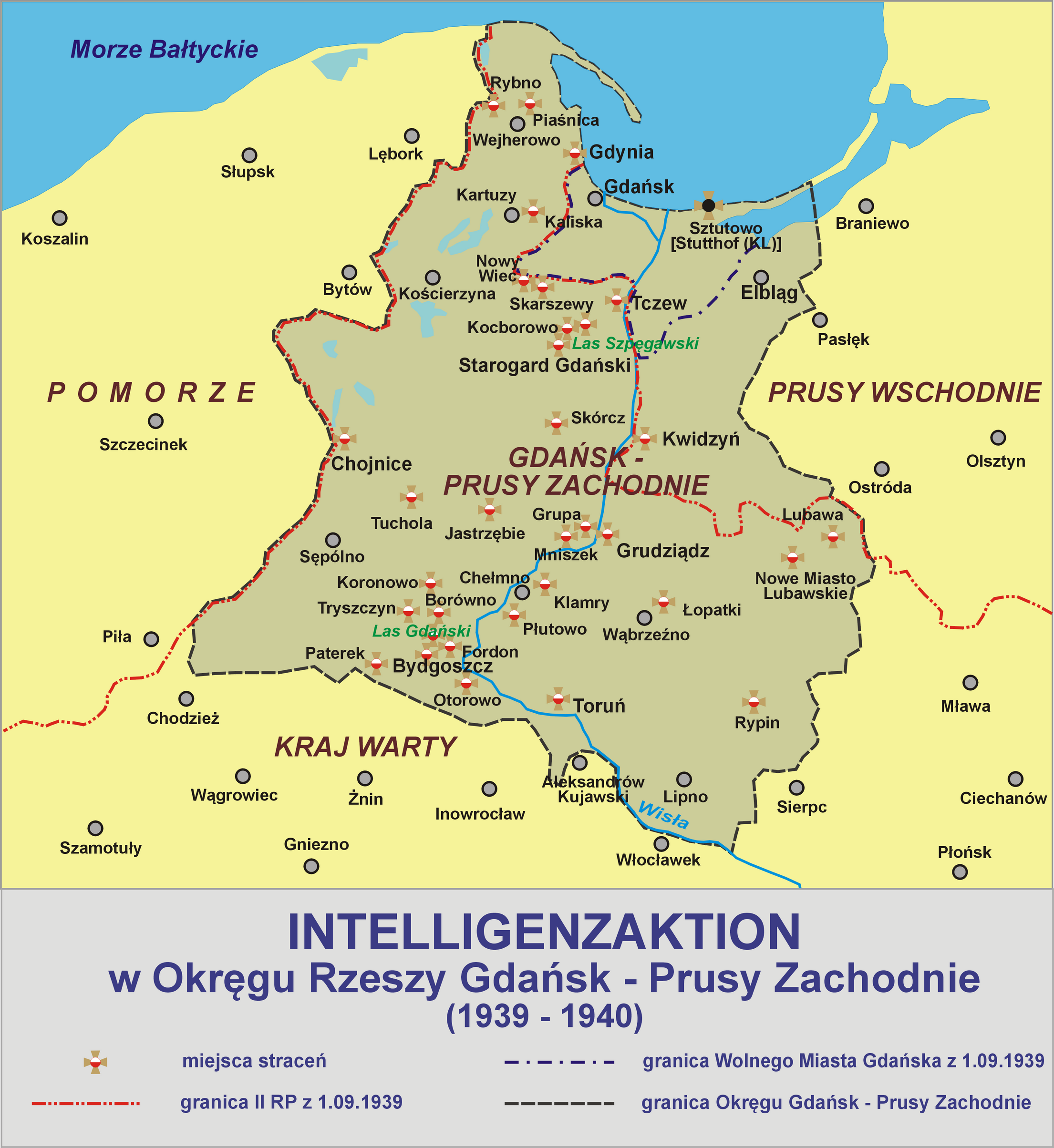
Intelligenzaktion w Okręgu Rzeszy Gdańsk – Prusy Zachodnie (1939-1940)

Między październikiem 1939 roku a wiosną 1940 roku Niemcy przeprowadzili na okupowanych terenach Pomorza szeroko zakrojoną akcję eksterminacyjną. Wymierzona była ona w pierwszym rzędzie w przedstawicieli polskiej inteligencji, którą narodowi socjaliści obarczali winą za politykę polonizacyjną prowadzoną na Pomorzu Gdańskim w okresie międzywojennym oraz traktowali jako główną przeszkodę na drodze do szybkiego i całkowitego zniemczenia regionu. W ramach tzw. Intelligenzaktion (pol. akcja „Inteligencja”) Niemcy zamordowali wówczas ok. 30 000 – 40 000 mieszkańców Pomorza.
W Grudziądzu osoby zatrzymane w ramach Intelligenzaktion osadzano początkowo w budynku tamtejszego więzienia sądowego, znajdującego się przy ulicy ks. Budkiewicza. Liczba aresztowanych była jednak tak duża, że zakład ten w krótkim czasie uległ przepełnieniu. W rezultacie Selbstschutz zorganizował w Grudziądzu obóz przejściowy dla Polaków (październik 1939). Mieścił się on w budynku tzw. Internatu Kresowego przy skrzyżowaniu ulic Herzfelda i św. Wojciecha, a funkcję jego komendanta pełnił miejscowy Niemiec, Kurt Götze. W internacie przetrzymywano m.in. urzędników, działaczy społecznych, lekarzy, kupców, członków organizacji krzewiących polskość, prawników, policjantów, rolników oraz blisko 150 księży katolickich z Grudziądza i okolicznych miejscowości. Uwięziono tam także grudziądzkich nauczycieli oraz uczniów miejscowego seminarium nauczycielskiego w liczbie ok. 100 osób. Ponadto w gronie więźniów znalazło się około 200 chłopców – mieszkańców internatu – których po pewnym czasie wywieziono na roboty przymusowe do Niemiec. Łącznie przez grudziądzki obóz dla internowanych przeszło ok. 4000-5000 osób. Część aresztowanych umieszczono także w kazamatach fortów twierdzy grudziądzkiej.
Na terenie grudziądzkiego internatu działał tzw. sąd doraźny Selbstschutzu, który decydował o losie osadzonych. W jego skład wchodzili: Kurt Götze, Helmut Domke, Horst Kriedte, Hans Abromeit (właściciel drogerii), Paul Neuman (fryzjer). Na podstawie wyroków „sądu” część aresztantów deportowano do obozów koncentracyjnych, nieznaczną część wypuszczono na wolność, a około 300 osób zamordowano. Skazanych na śmierć wywożono najczęściej na tzw. Księże Góry pod Grudziądzem, gdzie byli rozstrzeliwani przez członków Selbstschutzu. W październiku i listopadzie 1939 zamordowano tam kilkaset osób, które następnie pogrzebano w pięciu zbiorowych mogiłach o długości od 4 do 24 metrów. Ofiary były zazwyczaj rozstrzeliwane nad krawędzią przygotowanych uprzednio grobów.
Już we wrześniu 1939 na Księżych Górach rozstrzelano księdza oraz kościelnego z Dąbrówki Królewskiej. Ponadto zginęli tam m.in.:  o. Antoni Bieleń, o. Bronisław Bojułka i o. Józef Gołębiewski – jezuici z Grudziądza (zamordowani 5 października); Władysław Grobelny – redaktor, wydawca, działacz rzemieślniczy (zamordowany 27 października); Adam Korzeniewski – współwłaściciel Domu Towarowego W. Korzeniewski S.A. (zamordowany w listopadzie); Alojzy Błaszkowski, Feliks Gawarzycki i Bronisław Zinkel – nauczyciele z Grudziądza. Prawdopodobnie na Księżych Górach zamordowano również Józefa Maślankę (dyrektora szpitala miejskiego w Grudziądzu), Alojzego Szczerbickiego (aptekarza), Linę Chlewską (żonę aptekarza) oraz Helenę Hanczewską i Annę Korzeniewską (żony kupców).
Egzekucje odbywały się również w innych odludnych miejscach pod Grudziądzem. 11 listopada 1939 przy fortach Twierdzy Grudziądz Selbstschutz rozstrzelał 25 przedstawicieli polskiej inteligencji – w tym 10 nauczycieli, 4 księży katolickich i 4 kobiety. Ponadto przy dawnej leśniczówce w grudziądzkim Parku Miejskim dokonano egzekucji 37 mieszkańców Grudziądza.
29 października 1939 na placyku przy al. Marszałka Józefa Piłsudskiego (naprzeciwko budynku Straży Pożarnej) oddział Selbstschutzu rozstrzelał publicznie 10 zakładników. W gronie zabitych znaleźli się: Józef Madej (nauczyciel), Walenty Jakubowski (urzędnik starostwa), kilku wojskowych, działacz sportowy oraz urzędnicy kolei, sądu i policji. Wszyscy zamordowani byli członkami Polskiego Związku Zachodniego. Według relacji świadków skazańcy krzyczeli przed śmiercią „jeszcze Polska nie zginęła!”. Dających oznaki życia dobijano strzałami z broni krótkiej. Egzekucję przeprowadzono w odwecie za rzekome rozlepianie przez Polaków plakatów nawołujących do oporu wobec Niemców.
Egzekucje dokonywane w najbliższych okolicach Grudziądza ustały z końcem listopada 1939. Należy jednak wspomnieć, iż mieszkańcy Grudziądza byli mordowani także w miejscach nieco bardziej oddalonych od miasta. Wielu aresztowanych – w tym wspomniane 100 osób pochodzenia żydowskiego, które aresztowano 6 września 1939 – rozstrzelano w Mniszku-Grupie. Zachowały się także relacje o egzekucji 50 harcerzy z Grudziądza w lasach skrwileńskich pod Rypinem.
Masowe egzekucje odbywały się także w innych miejscowościach powiatu grudziądzkiego. W lasach pod Białochowem funkcjonariusze SS i członkowie Selbstschutzu, rozstrzelali ok. 200 osób. W pobliżu Łasina zamordowano blisko 150 mieszkańców okolicznych miejscowości. Polaków aresztowanych w Radzyniu Chełmińskim oraz okolicznych wsiach osadzano natomiast w klasztorze Kapucynów w Rywałdzie. 200 uwięzionych tam przedstawicieli „polskiej warstwy przywódczej” zamordowano jesienią 1939 w lesie niedaleko Starej Rudy.

## Po wojnie
W miejscu straceń na Księżych Górach przeprowadzono w październiku 1945 prace ekshumacyjne. Odnalezione zwłoki ofiar niemieckiego terroru zostały uroczyście pogrzebane na grudziądzkim cmentarzu komunalnym przy ul. Cmentarnej. W tym samym roku, z inicjatywy Polskiego Związku Zachodniego, przy obecnej ulicy Piłsudskiego postawiono drewniany pomnik ku czci 10 zakładników rozstrzelanych 29 października 1939. 22 lipca 1958 odsłonięto w tym miejscu kamienny pomnik dłuta artysty rzeźbiarza Ignacego Zelka. Z kolei 6 marca 1971 odsłonięto na Księżych Górach pomnik ku czci zamordowanych tam Polaków, którego projektantem i wykonawcą był Henryk Rasmus.
Po wojnie przed polskimi sądami stanęło kilku szeregowych członków grudziądzkiego Selbstschutzu. Na karę śmierci skazani zostali: Fritz Kühn, Fritz Lenz, Alfons Schlitkus oraz Hans Welke. Większość sprawców zbrodni popełnionych jesienią 1939 na terenie Grudziądza uniknęła jednak odpowiedzialności karnej. Heinz Gräfe, dowódca Einsatzkommando 1/V (pododdział Einsatzgruppe V działający jesienią 1939 m.in. w okolicach Grudziądza, Brodnicy i Nowego Miasta Lubawskiego) zginął w styczniu 1944 w wypadku drogowym. Ernst Damzog, dowódca Einsatzgruppe V, zmarł w lipcu 1945. Żaden z członków grudziądzkiego Selbstschutzu nie był po wojnie sądzony w Niemczech Zachodnich.